# خط عرض 7° جنوب
خط عرض 7° جنوب هي إحدى دوائر العرض الجغرافية، وهي دوائر وهمية تحيط بالكرة الأرضية، وموازية لخط الاستواء، وتتميز هذه الدائرة بأن الأراضي الواقعة عليها تنتمي للمنطقة المدارية الحارة.

## حول العالم
خط عرض 7° جنوب يبدأ من خط الزوال الأولي ويتجه شرقا ويمر عبر:
| الإحداثيات                         | البلد أو الإقليم أو البحر                   | ملاحظات |
| ---------------------------------- | ------------------------------------------- | --- |
| 7°0′S 0°0′E / 7.000°S 0.000°E      | المحيط الأطلسي                              | |
| 7°0′S 12°50′E / 7.000°S 12.833°E   | أنغولا                                      | |
| 7°0′S 16°58′E / 7.000°S 16.967°E   | جمهورية الكونغو الديمقراطية                 | |
| 7°0′S 19°32′E / 7.000°S 19.533°E   | جمهورية الكونغو الديمقراطية / أنغولا border | |
| 7°0′S 20°18′E / 7.000°S 20.300°E   | أنغولا                                      | |
| 7°0′S 20°34′E / 7.000°S 20.567°E   | جمهورية الكونغو الديمقراطية                 | |
| 7°0′S 29°44′E / 7.000°S 29.733°E   | بحيرة تنجانيقا                              | |
| 7°0′S 30°34′E / 7.000°S 30.567°E   | تنزانيا                                     | |
| 7°0′S 39°33′E / 7.000°S 39.550°E   | المحيط الهندي                               | |
| 7°0′S 52°44′E / 7.000°S 52.733°E   | سيشل                                        | Alphonse Atoll |
| 7°0′S 52°46′E / 7.000°S 52.767°E   | المحيط الهندي                               | مرورا بشمال Coëtivy Island, سيشل |
| 7°0′S 106°33′E / 7.000°S 106.550°E | إندونيسيا                                   | جزيرة جاوة (جزيرة) |
| 7°0′S 112°35′E / 7.000°S 112.583°E | بحر جاوة                                    | |
| 7°0′S 112°46′E / 7.000°S 112.767°E | إندونيسيا                                   | جزيرة جزيرة مادورا |
| 7°0′S 114°4′E / 7.000°S 114.067°E  | بحر جاوة                                    | |
| 7°0′S 115°16′E / 7.000°S 115.267°E | إندونيسيا                                   | جزر جزر كانجيان وPaliat |
| 7°0′S 115°40′E / 7.000°S 115.667°E | بحر جاوة                                    | مرورا بشمال the جزيرة Tanahjampea |
| 7°0′S 120°37′E / 7.000°S 120.617°E | بحر باندا                                   | مرورا بشمال the جزيرة Damar, إندونيسيا · Passing between the جزر Itain وMaru, إندونيسيا                                                   |
| 7°0′S 131°58′E / 7.000°S 131.967°E | إندونيسيا                                   | جزيرة Fordate |
| 7°0′S 131°59′E / 7.000°S 131.983°E | بحر آرافورا                                 | مرورا بجنوب the جزيرة جزيرة ترانغان, إندونيسيا                                                                                            |
| 7°0′S 138°37′E / 7.000°S 138.617°E | إندونيسيا                                   | جزيرة غينيا الجديدة |
| 7°0′S 141°1′E / 7.000°S 141.017°E  | بابوا غينيا الجديدة                         | جزيرة غينيا الجديدة |
| 7°0′S 146°59′E / 7.000°S 146.983°E | المحيط الهادئ                               | بحر سليمان |
| 7°0′S 155°42′E / 7.000°S 155.700°E | جزر سليمان                                  | Shortland Island |
| 7°0′S 155°46′E / 7.000°S 155.767°E | المحيط الهادئ                               | مرورا بجنوب Fauro Island, جزر سليمان |
| 7°0′S 156°43′E / 7.000°S 156.717°E | جزر سليمان                                  | جزيرة شويسيول [لغات أخرى]‏ |
| 7°0′S 157°6′E / 7.000°S 157.100°E  | المحيط الهادئ                               | Passing between the atolls of Nanumea وNanumanga, توفالو · مرورا بشمال Niutao island, توفالو · Passing south of Starbuck Island, كيريباتي |
| 7°0′S 79°47′W / 7.000°S 79.783°W   | بيرو                                        | |
| 7°0′S 73°46′W / 7.000°S 73.767°W   | البرازيل                                    | الأمازون (ولاية) بارا توكانتينس مارانهاو بياوي سيارا بارايبا                                                                              |
| 7°0′S 34°49′W / 7.000°S 34.817°W   | المحيط الأطلسي                              | |